# 李堅 (灤城侯)
李堅（14世纪?—1401年），武陟人，明朝武官、駙馬都尉，尚明太祖第七女大名公主。

## 生平
父親李英在洪武初年，為驍騎右衛指揮僉事。從征雲南陣亡，贈指揮使。
1382年迎娶朱元璋女兒大名公主，掌前军都督府事。
在靖難之役時，以左副将军身份隨耿炳文攻打燕軍。戰役初期，勝負略相當，封灤城侯，予世券。而後期的滹沱河之战，在戰鬥中被燕軍士卒薛祿刺中李堅的座騎而被生擒，緊急時刻李堅大呼說：「我李駙馬也，勿殺。」
但因傷重，在被送往北平治療途中去世。

## 子嗣
有一子李莊，李堅過世時李莊才七歲，嗣侯。明成祖即位後，因父親李堅的姓名在奸黨中，因母親得到得到赦免。公主懼禍，把侯印與世券繳回。宣德元年，大名公主過世。李莊在南京師事劉溥，放浪詩酒，以壽終。”